# Torras i Bages (metropolitana di Barcellona)
Torras i Bages è una stazione della linea 1 della metropolitana di Barcellona situata sotto il Paseo de Torras i Bages nel distretto di Sant Andreu di Barcellona.
La stazione fu inaugurata nel 1968 come stazione della Linea I. Nel 1982 con la riorganizzazione delle linee divenne una stazione della "nuova" L1.
Questa stazione presenta una curiosa configurazione a tre binari, uno dei quali non è utilizzato per la circolazione dei convogli. Questa configurazione è stata imposta dai progetti di prolungamento della linea che però non sono mai stati realizzati, e dai progetti per un deposito che allo stesso modo non è mai stato realizzato.